# جورج بيل (كاتب)
جورج بيل (بالإنجليزية: George Bell)‏ هو كاتب نيوزلندي، ولد في 9 يناير 1809، وتوفي في 4 فبراير 1899.